# 자연스럽게
《자연스럽게》는 2019년 8월 3일부터 2020년 5월 30일까지 방송된 예능 프로그램이다.

## 기획 의도
셀럽들의 시골 마을 정착기를 담은 리얼리티 예능 프로그램이다.

## 방송 시간
| 방송 채널 | 방송 기간                          | 방송 시간                    | 비고 |
| MBN       |                                    |                              |      |
| --------- | ---------------------------------- | ---------------------------- | ---- |
| MBN       | 2019년 8월 3일 ~ 2019년 10월 19일  | 매주 토요일 밤 9:10 ~ 10:50  |      |
| MBN       | 2019년 10월 28일 ~ 2020년 1월 27일 | 매주 월요일 밤 11:00 ~ 12:40 |      |
| MBN       | 2020년 2월 8일 ~ 2020년 5월 30일   | 매주 토요일 밤 9:00 ~ 10:40  |      |

## 출연자

### 고정 출연진
- 전인화 - 인화하우스 (1회 ~ 43회)
- 김종민 - 비앤비 하우스 (1회 ~ 6회, 8회 ~ 43회)
- 허재 - 코재하우스 (13회 ~ 43회)
- 김국진, 강수지 - 스튜디오 진행자 (27회 ~ 43회)
- 조병규 - 머심 (1회 ~ 6회, 8회 ~ 12회, 20회, 26회, 36회 ~ 43회)

### 이전 출연진
- 은지원 - 워니미니 하우스 (1회 ~ 12회, 14 ~ 26회)
- 소유진 - 인화하우스 (14회 ~ 23회, 25 ~ 26회)

### 특별 게스트
- 장석준 (1회)
- 박성재 (1회)
- 유동근 (6 ~ 8회, 27회) - 전인화의 남편
- 김진우 (7 ~ 8회)
- 송민호 (7 ~ 8회)
- 윤시윤 (9 ~ 10회)
- 신지 (10 ~ 11회)
- 천명훈 (10 ~ 11회)
- 강남 (10 ~ 12회)
- 소유진 (12회) - 이후 고정 출연.
- 이미수 (14회 ~ 15회 / 40회 ~ 42회) - 허재의 아내
- 김준호 (14회 ~ 16회)
- 황제성 (15회 ~ 16회)
- 김병현 (17회 ~ 18회)
- 심진화 (19회 / 21회) - 소유진의 절친
- 허훈 (19회 / 40회 ~ 42회) - 허재의 둘째 아들[1]
- 신기성 (22회) - 허재의 前 농구 선수 동료
- 김상준 (22회) - 허재의 前 농구 선수 동료
- 김승기 (22회) - 허재의 前 농구 선수 동료
- 정경호 (22회) - 허재의 前 농구 선수 동료
- 지상렬 (23, 30회)
- 한지혜 (23 ~ 26회)
- 박세현 (27회) - 탈북자 한의사
- 송경아, 도해이(딸) (28 ~ 29회)
- 송해나 (28 ~ 29회)
- 김진경 (28 ~ 29회)
- 이연복 (29 ~ 30회)
- 이홍운 (29 ~ 30회) - 이연복의 아들
- 정승수 (29 ~ 30회) - 이연복의 사위
- 이혜숙 (30 ~ 31회)
- 이보희 (30 ~ 31회)
- 김요한, 장대현-보이그룹-Wei (32 ~ 35회)
- 한고은 (33 ~ 35회) - 신영수의 아내
- 신영수 (33 ~ 35회) - 한고은의 남편
- 노라조 (37회)
- 이봉주 (38 ~ 40회)
- 변우민 (40회 ~ 42회)

### 현천마을 노래자랑
| 회차 | 선곡 제목                  | 아티스트(원곡) | 노래   | 비고 |
| ---- | -------------------------- | -------------- | ------ | ---- |
| 10   | 〈나 같은 건 없는 건가요〉 | 추가열         | 윤시윤 |      |
| 10   | 〈남자는 배 여자는 항구〉  | 심수봉         | 전인화 |      |
| 11   | 〈남행열차〉               | 김수희         | 명렬   |      |
| 11   | 〈동반자〉                 | 태진아         | 강남   |      |
| 11   | 〈안동역에서〉             | 진성           | 김정기 |      |

## 시청률
최저 시청률과 최고 시청률은 시청률 조사회사와 지역별로 시청률에 차이가 있을 수 있습니다.

### 2019년
| 회차 | 방송일    | AGB 시청률     |
| 회차 | 방송일    | 대한민국(전국) |
| ---- | --------- | -------------- |
| 1    | 8월 3일   | 2.411%         |
| 2    | 8월 10일  | 2.640%         |
| 3    | 8월 17일  | 2.276%         |
| 4    | 8월 24일  | 1.729%         |
| 5    | 8월 31일  | 1.484%         |
| 6    | 9월 7일   | 1.667%         |
| 7    | 9월 14일  | 2.268%         |
| 8    | 9월 21일  | 2.038%         |
| 9    | 9월 28일  | 1.489%         |
| 10   | 10월 5일  | 1.439%         |
| 11   | 10월 12일 | 1.846%         |
| 12   | 10월 19일 | 2.017%         |
| 13   | 10월 28일 | 1.757%         |
| 14   | 11월 4일  | 1.891%         |
| 15   | 11월 11일 | 1.714%         |
| 16   | 11월 18일 | 1.554%         |
| 17   | 11월 25일 | 1.462%         |
| 18   | 12월 2일  | 1.511%         |
| 19   | 12월 9일  | 1.264%         |
| 20   | 12월 16일 | 1.577%         |
| 21   | 12월 23일 | 2.043%         |
| 22   | 12월 30일 | 1.791%         |

### 2020년
| 회차 | 방송일   | AGB 시청률     |
| 회차 | 방송일   | 대한민국(전국) |
| ---- | -------- | -------------- |
| 23   | 1월 6일  | 1.776%         |
| 24   | 1월 13일 | 1.417%         |
| 25   | 1월 20일 | 1.098%         |
| 26   | 1월 27일 | 1.370%         |
| 27   | 2월 8일  | 1.77%          |
| 28   | 2월 15일 | 1.344%         |
| 29   | 2월 22일 | 1.185%         |
| 30   | 2월 29일 | 1.976%         |
| 31   | 3월 7일  | 1.273%         |
| 32   | 3월 14일 | 2.213%         |
| 33   | 3월 21일 | 2.342%         |
| 34   | 3월 28일 | 2.014%         |
| 35   | 4월 4일  | 1.926%         |
| 36   | 4월 11일 | 1.539%         |
| 37   | 4월 18일 | 1.558%         |
| 38   | 4월 25일 | 2.038%         |
| 39   | 5월 2일  | 2.193%         |
| 40   | 5월 9일  | 1.602%         |
| 41   | 5월 16일 | 1.866%         |
| 42   | 5월 23일 | 1.358%         |
| 43   | 5월 30일 | 1.665%         |

## 참고 사항
- 이 프로그램의 연출을 맡은 유일용 PD는 본 프로그램의 방송전 김종민이 출연한 KBS 2TV 예능 프로그램 《1박 2일》을 담당한 바 있다.
- 전라남도 구례군 현천마을에 촬영 장소가 있다.
- 1회 방송분에서는 파격분양 천원라고 표시되었다.
- 방청객 웃음소리(Laugh track) 효과를 일체 사용하지 않는다.
- 10회 방송분에서는 제13호 태풍 링링으로 인하여, 구례 현천마을 인근 벼가 쓰러져, 태풍 피해를 입었다.
- 11회 방송분에서는 9월 24일 실제 촬영일 기준은 김종민 생일 잔치이었다.
- 16회 방송분에서는 구례 오산 사성암 일원에 위치해있다.
- 20회 방송분에서는 지리산 일원에 위치해있다.
- 30회 방송분부터 코로나19 사회적 거리두기로 인하여, 해당 방영분에서는 보건용 마스크를 착용하는(착용하지 않은) 상태에서 출연자들이 촬영에 임하였다.

## 같이 보기
- 자연
- 농촌
- 산지